# Sainte-Françoise
Sainte-Françoise es un municipio canadiense situado en la provincia de Quebec.

## Superficie
Sainte-Françoise tiene una superficie de 87,02 km².

## Demografía
En 2021, tenía 467 habitantes, una densidad poblacional de 5,4 hab./km², y 238 viviendas.